# Stærkodder
 Denne artikel omhandler sagnhelten. For panserskibet Stærkodder, se Kotetsu.
Stærkodder (norrønt Starkad = den stærke) var en nordisk sagnhelt og skjald af enorm styrke og tvivlsom moral. I Gesta Danorum er Stærkodder næst efter biskop Absalon den mest omtalte person. Her fortælles om tiden fra den skibbrudne Stærkodder, efter at være gået i land i Danmark, trådte i kong Frodes tjeneste, og frem til hans død. Hans tidlige ungdom beskrives i Gautreks saga.
I Vølsungekvadet nævnes, i modstrid til de andre sagn, at han faldt i et slag; men skønt hans hoved var hugget af, kæmpede kroppen stadig videre et stykke tid.

## Starkad Aludreng og Øgn
I Beowulf-kvadet fortælles om det aftalte ægteskab mellem kong Roars datter og kong Frodes søn Ingjald som pant på en fremtidig fred mellem de to stridende parter. Beowulf forudser, at straks kongedatteren træder ind i Ingjalds hal, vil en gammel kriger mindes striden og ægge brudgommen til hævn for sin dræbte far. I denne spådom siges der dog ikke noget nærmere om den gamle kriger, og først i senere kilder får vi at vide, at der er tale om Starkad.
Oldtidens Stærkodder var en anden, og beskrives som en jætte. I nogle kilder er han helt igennem heltesagnenes Stærkodder, mens andre (som Saxo) opfatter ham som hans farfar. Den islandske skjald Vetrlide fortalte, hvordan Thor dræbte ham for at have bortført Alfhild og avlet børn med hende. I fornaldersagaen Heidreks saga fortælles udførligt, at denne Stærkodder - Starkad Aludreng - havde otte arme og svang fire sværd. Med sin kone Øgn fik han sønnen Grim. Mens Starkad var på rejse til Alufoss, blev Øgn bortført af Hergrim. Starkad dræbte manden i en tvekamp, men Øgn ville ikke tilbage til Starkad og dræbte sig med et sværd. Kong Alf af Alfheim havde en datter ved navn Alfhild, regnet som den kønneste blandt kvinder, der et efterår forestod ofringerne ved diseblotet. I nattemørket, da hun bestænkede offeralterne med blod, bortførte Starkad hende; men kong Alf tilkaldte Thor, der dræbte Starkad og satte pigen fri.

## Storværk og sønnen Stærkodder
I Gautreks saga fortælles, at Alfhild var med barn, da hun vendte hjem til sin far. Hun fødte sønnen Storværk, der voksede op til en køn, bomstærk, sorthåret mand, der gik i tjeneste hos kong Harald på Agder. Storværk bortførte Unn, datter af jarlen Freke i Hålogaland. Stærkodder var deres søn. Men Frekes sønner kom en nat og satte ild til gården. Storværk og Unn omkom, men Stærkodder blev reddet, og kong Harald opdrog ham på kongsgården sammen med sin egen søn Vikar.

## Stærkodder og kong Vikar
Snart kom dog kong Hertjov fra Hordaland og dræbte kong Harald og underlagde sig Agder. Kongesønnen Vikar var hans gidsel. Stærkodder var kun tre år, og hirdmanden Grane tog med sig til sin gård. Stærkodder var tolv år, da Vikar kom på besøg til Granes gård og genkendte sin fosterbror, der som tolvårig havde han skæg og var vokset stor og stærk. De to drenge stak af på et skib og samlede en flok, der angreb kong Hertjov og besejrede ham. Vikar blev derefter konge både over Agder og Hordaland. Med hver sommer drog han i viking sammen med sin ven Starkad. En gang på vej nordpå med en stor hær blev de liggende og stampe i modvind. Til sidst forstod de, at Odin ville have løn for medbør og kastede lod om hvem, der skulle lade sig hænge som offer. Loddet traf kong Vikar. Mændene blev modfaldne, og for at diskutere sagen samledes en gruppe på tolv til et tingstævne, hvor Grane blev hilst som Odin.
Af guderne blev Stærkodder både velsignet og forbandet. Guden Thor, der havde dræbt hans farfar, bestemte at han ingen børn skulle få, mens Odin tildelte ham tre mands levetid. Thor tilføjede, at han i løbet af hver af de tre mands levetid skulle begå en niddingdåd. Odin lovede ham de skarpeste våben og de bedste brynjer, mens Thor bestemte, han han hverken skulle vinde sig land, rige eller jordegods. Odin gav ham meget guld og rigt bytte, mens Thor bestemte, at han aldrig skulle blive tilfreds, men altid ønske sig mere. Odin gav ham overlegenhed og sejr i kamp, mens Thor lovede ham mange og svære sår. Odin skænkede ham evnen til at digte kvad, og Thor tog den fra ham igen, så han aldrig kunne huske, hvad han selv havde digtet. Odin sørgede til sidst for, at han kom til at sidde til bords med konger og jarler og være høvdingers ven; men Thor bestemte, at almindelige mennesker ville se på ham med foragt.
Stærkodder minder selv om en jætte, og Saxo har hørt, at han som barn havde otte arme ligesom sin farfar Starkad Aludreng, indtil Thor rykkede seks af dem af. Stærkodders blodtørst får ham til at minde om en bersærk. Han dræber Angantyr og dennes 11 brødre for prins Helge. Derefter er han nær ved også at dræbe Helge; han er i en blodrus, og falder først til ro, da Helge har slået ham i hovedet med sit sværd. Mens alle andre søger ly under en forrygende snestorm, sætter Stærkodder sig til på åben mark, hvor han lægger overtøjet og piller lopper. Der er ingen kvinder i hans liv, udover fosterdatteren Helga. Hendes frier, guldsmeden, hugger Stærkodder bagdelen af.

## Hirdskjald
I det islandske Skáldatal kaldes han de danske kongers skjald og den ældste fyrsteskjald. Saxo gendigtede på latin et kvad som sagdes at være af Stærkodder. I Gautreks saga er kvadet Vikarsbálkr tillagt ham. Sagnene om Stærkodder hører hjemme i vikingetiden; nogle træk kan være ældre og blev fortalt i alle de nordiske lande til ud i middelalderen, men i forskellige versioner til forskellige tider og steder. Han beskrives som overnaturlig stor og stærk. I Gautreks saga medvirker han til, at kong Vikar ofres til Odin. "Det var min sørgeligste gerning", udtaler Stærkodder selv. Digtet er dog ikke ældre end fra 1200-tallet.

## Kriger og sviger
Han nævnes også blandt kæmperne i Bråvallaslaget mellem den svenske konge Sigurd Ring og Harald Hildetand, og domkirken i Lund skal have vist en af Stærkodders tænder frem til besøgende.
Efter sin kamp med Angantyr lå Stærkodder i vejkanten med sine tarme i hænderne. Snart kom en kræmmer dog forbi og tilbød sin hjælp. Ham skældte Stærkodder ud for hans latterlige håndtering. Den næste forbipasserende tilbød også sin hjælp, men han var gift med en anden mands trælkone, og gjorde jordarbejde for hendes herre for at købe sin kone fri. Sådan en ville Stærkodder heller ikke have med at gøre. Hvorfor havde han ikke giftet sig med en fribåren kvinde? Så kom en kvinde forbi og tilbød sin hjælp; men hun var selv trælkvinde og ovenikøbet på vej til sit arbejde i møllen, så det skulle han ikke have noget af. Omsider kom en fri bondesøn forbi. Ham priste Stærkodder for hans udmærkede herkomst og lod ham binde sine tarme på plads med pilebark.
Modsat har Georges Dumézil beskrevet Stærkodder som en proletarisk thorshelt stillet overfor aristokratiets odinshelte. Det syn har han dog revideret, og i Destiny of the Warrior fokuserer han på de tre forbrydelser: Mordet på kong Vikar, flugten efter kong Ragnalds fald, og mordet på kong Åle. Tre gange svigter Stærkodder sin troskabsed som de tre kongers hirdmand. Han medvirker til, at skin-ofringen af kong Vikar bliver alvor. Da kong Ragnald falder i kamp, flygter Stærkodder i stedet for at hævne ham. Han dræber - ovenikøbet mod betaling - sin ven kong Åle. Saxo forklarer dette med, at Gud ville vise Stærkodder, at hans betingelser ikke adskilte sig fra andres, og dertil, at Odin skulle have lovet Stærkodder et ekstra liv for hver ugerning, han begik.
Til overmål opflammer Stærkodder kong Ingjald til at hævne sin far at dræbe sine svogre under et gilde. Saxo hævder, at Stærkodder frelser kongen og folket fra et fremmedherredømme. Men ud fra norrøn tankegang var handlingen forkastelig. Drabsofrene var jo både Ingjalds gæster og hans familie, og skulle være beskyttet af den fred, der forventedes ved et gilde.

## Stærkodders død
Stærkodder sad på sin ødegård. Han følte sig gammel og træt. Men da ingen i verden kunne måle sig med ham i kamp, kunne han ikke falde i sådan én. Han besluttede sig for at gå ud efter sin skæbne.
På en skovvej mødte han en ung mand til hest, og spurgte den unge om hans fødested og familie. Han fik et respektabelt svar og besluttede sig for at tilbyde den unge mand en pose med guld og sit sværd, til gengæld for at få en værdig død ved den unge mands hånd, og sit eget sværd. Han brugte dermed sit guld til at købe sin egen drabsmand, som han ifølge Saxo planlagde at dræbe efter sin død ved at aftale, at banemanden efter halshugningen skulle springe mellem Stærkodders hoved og krop. Derved ville Stærkodders faldende krop angiveligt knuse banemanden. 